# Overlord (Light Novel)
Overlord (jap. オーバーロード, Ōbārōdo) ist eine Light-Novel-Reihe des japanischen Autors Kugane Maruyama mit Illustrationen des Zeichners so-bin, die seit Juni 2012 bei Enterbrain veröffentlicht wird.
Die Romanreihe wurde als Manga vom Verlag Kadokawa Shoten, einer Anime-Fernsehserie vom Animationsstudio Madhouse und zwei Kinofilme – die die erste Staffel zusammenfassen – adaptiert. Die Serie umfasst bisher vier Staffeln mit insgesamt 52 Episoden. Ein weiterer Film wurde angekündigt.

## Handlung
Im Jahr 2126 startete das DMMORPG (Dive Massively Multiplayer Online Role Playing Game) Yggdrasil, das durch die ungewöhnlich vielen Möglichkeiten, mit dem Spiel zu interagieren, heraussticht. Nach 12 Jahren Laufzeit sollen die Server jedoch abgeschaltet werden. Im Spiel existiert die Gilde Ainz Ooal Gown, die sich die stärkste Gilde des Spiels nennt. Jedoch haben die meisten Spieler der Gilde aufgrund ihres Lebens in der wirklichen Welt mit Yggdrasil aufgehört. Momonga, Gildenmeister von Ainz Ooal Gown, verbleibt daher alleine in der Gilde, bis die Server abgeschaltet werden.
Als es zur Abschaltung der Server kommt, bemerkt er, dass er normale Spielerfunktionen wie das Schreiben von Nachrichten oder das Ausloggen nicht benutzen kann. Nachdem sogar die NPCs anfangen mit ihm zu reden und eine Persönlichkeit besitzen, entscheidet er, das Spiel ernst zu nehmen und andere Spieler aus der realen Welt in dieser neuen Welt zu suchen. Unter dem Namen Ainz Ooal Gown beginnt er die Erforschung dieser neuen Welt und versucht herauszufinden, was wirklich passiert ist.

## Buchveröffentlichung
Die Light Novel erscheint in Japan seit Juni 2012 beim Verlag Enterbrain. Bisher kamen 16 Bände heraus. Yen Press veröffentlicht eine englische Übersetzung und chinesische Übersetzungen erscheinen bei den Ablegern von Kadokawa Shoten in Hongkong und Taiwan. Eine deutsche Übersetzung erscheint seit August 2021 bei Tokyopop in zwei verschiedenen Editionen.
Eine Adaption als Manga, geschrieben von Satoshi Ōshio und gezeichnet von Hugin Miyama, erscheint seit November 2014 im Magazin Comp Ace von Kadokawa Shoten. Die Kapitel wurden auch in bisher 19 Sammelbänden herausgebracht. Der 6. Band verkaufte sich in den ersten beiden Wochen nach Veröffentlichung über 55.000 mal in Japan. Bis Ende April 2018 wurden von der Reihe (einschließlich des Manga) mehr als 7 Millionen Exemplare verkauft. Eine englische Übersetzung erscheint bei Yen Press. Auf Deutsch erscheint der Manga seit Juli 2017 bei Carlsen Manga in bisher 19 Bänden (Stand März 2025).

## Anime-Adaption
Eine erste Anime-Adaption entstand 2015 als Fernsehserie beim Studio Madhouse. Regie führte Naoyuki Itō und Hauptautor war Yukie Sugawara. Das Charakterdesign entwarf Takahiro Yoshimatsu für die erste Staffel und Satoshi Tasaki für die zweite Staffel. Die künstlerische Leitung lag bei Shigemi Ikeda und Yukiko Maruyama. Die Hintergründe entstanden beim Atelier Musa.
Die Erstausstrahlung der ersten Staffel erfolgte vom 7. Juli bis zum 29. September 2015 auf AT-X, sowie mit Versatz auch auf Tokyo MX, SUN, KBS, TV Aichi und BS11. Eine englische Fassung erschien bei Funimation, AnimeLab und Anime Limited und eine französische wurde von J-One ausgestrahlt. Die Plattform Anime Digital Network zeigte die französische Fassung per Streaming.
Am 25. Februar 2017 kam in Japan außerdem ein Kinofilm zur Light Novel heraus. Nach Overlord: Fushisha no Ō folgte am 11. März 2017 Overlord: Shikkoku no Eiyū.
Die zweite Staffel Overlord II wurde im März 2017 angekündigt, und seit dem 9. Januar 2018 auf AT-X ausgestrahlt, sowie mit Versatz auch auf Tokyo MX, MBS, TV Aichi und BS11. Sie umfasst 13 Episoden.
Die dritte Staffel Overlord III wurde im Juli 2018 erstmals in Japan ausgestrahlt und enthält ebenfalls 13 Episoden.
KSM Anime gab am 29. November 2016 die Lizenzierung in Deutschland bekannt.
Die deutsche Synchronisation der 3. Staffel erschien am 17. Dezember 2020.

### Synchronisation
| Rolle                 | japanischer Sprecher (Seiyū) | deutscher Sprecher   |
| --------------------- | ---------------------------- | -------------------- |
| Momonga/Momon         | Satoshi Hino                 | Stefan Kaminski      |
| Albedo                | Yumi Hara                    | Uschi Hugo           |
| Narberal Gamma        | Manami Numakura              | Milena Karas         |
| Shalltear Bloodfallen | Sumire Uesaka                | Lisa May-Mitsching   |
| Aura Bella Fiora      | Emiri Katō                   | Patricia Strasburger |
| Demiurg               | Masayuki Katō                | Marcus Off           |
| Mare Bello Fiore      | Yumi Uchiyama                | Sarah Tkotsch        |
| Cocyutus              | Kenta Miyake                 | Ferenc Husta         |
| Sebas Tian            | Shigeru Chiba                | Hans Bayer           |

### Musik
Die Musik stammt von Shūji Katayama. Das Vorspannlied der ersten Staffel ist Clattanoia von OxT und der Abspann wurde unterlegt mit dem Titel L.L.L. von Myth & Roid, beides Bands des Musikers Tom-H@ck.
Das Titellied des ersten Films ist Crazy Scary Holy Fantasy von Myth & Roid und das des zweiten Films war Laughter Slaughter von OxT.
Die zweite Staffel der Fernsehserie verwendet im Vorspann Go Cry Go von OxT und Hydra von Myth & Roid im Abspann.
Die dritte Staffel der Fernsehserie verwendet im Vorspann Voracity von Myth & Roid und Silent Solitude von OxT im Abspann.